# Кажимеж Нич
Кажѝмеж Игна̀ци Нич (на полски: Kazimierz Ignacy Nitsch) е полски езиковед, полонист и славист, професор, историк на полския език, диалектолог и лексиколог, дългогодишен преподавател по славянска филология в Ягелонския университет (1911 – 1917, 1920 – 1939, 1945 – 1953).
От 1911 година член-кореспондент, от 1924 година активен член, а от 1946 година председател на Полската академия на знанията. От 1952 година действителен член на Полската академия на науките, където ръководи Лингвистичния комитет. Един от основателите на Дружеството на любителите на полския език и редактор на неговия орган „Йензик Полски“ (1929 – 1958). Затворник в концентрационния лагер „Заксенхаузен“ (1939 – 1940).

## Подбрани трудове
- Stosunki pokrewieństwa języków lechickich (1908)
- Mowa ludu polskiego (1911)
- Z historii rymów polskich. Studium językowe (1912)
- O wzajemnym stosunku gwar ludowych i języka literackiego (1913)
- Dialekty języka polskiego (1915)
- O nowych rymach (1925)
- O rymach głębokich i niezupełnych (1926)
- Atlas językowy polskiego Podkarpacia (1934) – в съавторство с Мечислав Малецки
- Małego atlasu gwar polskich (т. 1, 2)
- Wybór polskich tekstów gwarowych (1929)
- Studia z historii polskiego słownictwa (1948)
- Ze wspomnień językoznawcy (1960)